# تمارين القوة

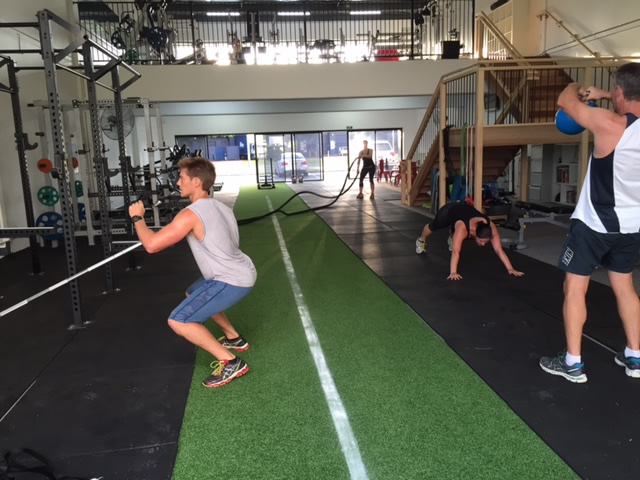

تمارين القوة أو تمارين المقاومة هي استعمال مقاومة أو ثقل لاجل تحفيز تقلص العضلات الهيكلية مما يزيد من قوتها، وحجمها، واحتماليتها اللاهوائية (تساعد على رفع القدرة على العمل في حالات انخفاض مستوى الأكسجين).
يوجد العديد من الطرق لتمارين القوة أكثرها شيوعا هو استخدام الجاذبية أو استعمال أجهزة تعتمد على القوى الهيدروليكية أو المطاطية في تمرين العضلة.
عند التدرب بطريقة سليمة تكون منافع تمارين القوة ملحوظة ومنها تحسن الصحة العامة للشخص، مثل زيادة قوة العظام، العضلات والاربطة، تحسن عمل المفاصل، خفض احتمالية الإصابة (شد عضلي وما شابه)، زيادة كثافه العظم، ارتفاع الأيض، تحسن حالة القلب والدورة الدموية، ارتفاع نسبة «النوع الجيد» من الكوليسترول (نوع بروتين دهني مرتفع الكثافة)، التدريب عادة يتضمن زيادة القوة التي تطلقها العضلة من خلال الزيادة المستمرة لوزن الثقل المستخدم (أو الحبل المطاطي المستخدم أو تقنية أخرى الخ). التدريبات تختلف من ناحية العضلات المستهدفة وكذلك من ناحية التقنية المستعملة (استعمال اثقال أو أجهزة رياضية معينة أو حبال مطاطية الخ)، تمارين القوة هي تمارين لاهوائية أساسًا، مع أن بعض مؤيديه يقولون أن له نفس منافع التدريب الهوائي (التدريبات الهوائية تتضمن بذل قدر معين من الجهد (مثل طلوع السلم حتى قرب انقطاع النفس ) أو لفترات مطولة مثل الجري لمسافات بعيدة في الماراثونات أو السباحة).
من الرياضات المتمركزة حول تمارين القوة هي كمال الأجسام، ورفع الأثقال، ورياضة القوة، ودفع الثقل، ورمي القرص، ورمي الرمح. تختلف تمارين القوة عن كمال الأجسام، ورفع الاثقال، لأن المثالين السابقين رياضتان وليسا نوعا خاصا من التمرين، مع أن تمارينهما لا يختلف كثيرًا عن تمارين القوة، كما أن العديد من الرياضات تنتفع من تمارين القوة ومن تلك الرياضات كرة المضرب (التنس)، وكرة القدم الأمريكية، والمصارعة، وسباقات المضمار والميدان، ولاكروس، والرغبي، والتجديف، وكرة السلة، والرقص القطبي، والهوكي، والمصارعة المحترفة وكرة القدم.

## التاريخ
حتى مطلع القرن العشرين، لم يكن هناك اختلاف واضح بين تمارين القوة ورفع الأثقال ولكن مع تقدم التقانة وازدياد المعرفة تعددت طرائق تمارين القوة كثيرًا. أبقراط قال مفسرًا مبدأ القوة في جسم الإنسان «إن كل ما يستعمل يغدو أفضل، وكل ما يترك بلا استعمال يضيع» وهو يقصد بقوله هذا عمليتي تضخم وضمور العضلات.

## المشي
يعتبر المشي رياضة أيضا ، وبصفة خاصة لكبار السن ، فالمشي عموما يفيد عمل القلب وعمل الكلي وعمل الأمعاء. كما أن المشي يفيد الدماغ والمخ ، ويعمل على التوازن و يقلل من الاجهاد والقلق النفسي خصوصا المشي في الحدائق أو في المنتزهات  بين الأشجار الزهور .